# Pohár UEFA 1989/1990
Sezóna 1989/90 Poháru UEFA byla 32. ročníkem tohoto poháru. Vítězem se stal tým Juventus FC.
Kvůli tragédii v PMEZ 1984/85, která vyústila v pětiletý zákaz účasti anglických týmů ve všech evropských pohárech, se tohoto ročníku nezúčastnil žádný anglický tým.

## Předkolo
| Domácí v 1. zápase | Celkem | Hosté v 1. zápase | 1. zápas | 2. zápas |
| ------------------ | ------ | ----------------- | -------- | -------- |
| Auxerre            | 3-2    | Dinamo Záhřeb     | 0-1      | 3-1      |

## První kolo
| Domácí v 1. zápase    | Celkem     | Hosté v 1. zápase      | 1. zápas | 2. zápas    |
| --------------------- | ---------- | ---------------------- | -------- | ----------- |
| FK Austria Wien       | 4-1        | Ajax Amsterdam         | 1-1      | 3-0         |
| Vitosha Sofia         | 3-4        | Royal Antwerp FC       | 0-0      | 3-4         |
| Apollon Limassol      | 1-4        | Real Zaragoza          | 0-3      | 1-1         |
| Aberdeen FC           | 2-2 (v)    | SK Rapid Wien          | 2-1      | 0-1         |
| Hibernian FC          | 4-0        | Videoton               | 1-0      | 3-0         |
| Atlético Madrid       | 1-1 (pen.) | Fiorentina             | 1-0      | 0-1         |
| Valencia CF           | 4-2        | Victoria București     | 3-1      | 1-1         |
| Kuusysi Lahti         | 2-3        | Paris Saint-Germain FC | 0-0      | 2-3         |
| RoPS                  | 2-1        | GKS Katowice           | 1-1      | 1-0         |
| Auxerre               | 8-0        | KS Apolonia Fier       | 5-0      | 3-0         |
| Sochaux               | 12-0       | Jeunesse Esch          | 7-0      | 5-0         |
| Iraklis Soluň         | 1-2        | FC Sion                | 1-0      | 0-2         |
| Glentoran FC          | 1-5        | Dundee United FC       | 1-3      | 0-2         |
| IA                    | 1-6        | RFC de Liège           | 0-2      | 1-4         |
| Atalanta Bergamo      | 0-2        | FK Spartak Moskva      | 0-0      | 0-2         |
| Valletta FC           | 1-7        | First Vienna FC 1894   | 1-4      | 0-3         |
| Lillestrøm SK         | 1-5        | Werder Bremen          | 1-3      | 0-2         |
| FC Twente             | 1-4        | Club Brugge KV         | 0-0      | 1-4         |
| Górnik Zabrze         | 2-5        | Juventus FC            | 0-1      | 2-4         |
| Sporting CP           | 0-0 (pen.) | SSC Neapol             | 0-0      | 0-0         |
| FC Porto              | 4-1        | Flacăra Moreni         | 2-0      | 2-1         |
| Köln                  | 5-1        | FC Nitra               | 4-1      | 1-0         |
| VfB Stuttgart         | 3-2        | Feyenoord Rotterdam    | 2-0      | 1-2         |
| Örgryte IS            | 2-7        | Hamburger SV           | 1-2      | 1-5         |
| FC Wettingen          | 5-0        | Dundalk FC             | 3-0      | 2-0         |
| Galatasaray SK        | 1-3        | FK Crvena zvezda       | 1-1      | 0-2         |
| FK Dynamo Kyjev       | 6-1        | MTK Hungaria FC        | 4-0      | 2-1         |
| FC Zenit Leningrad    | 3-1        | Naestved BK            | 3-1      | 0-0         |
| VMFD Žalgiris Vilnius | 2-1        | IFK Goteborg           | 2-0      | 0-1         |
| FK Rad                | 2-3        | Olympiakos Pireus      | 2-1      | 0-2         |
| FC Karl-Marx-Stadt    | 3-2        | Boavista FC            | 1-0      | 2-2(prodl.) |
| FC Hansa Rostock      | 2-7        | FC Baník Ostrava       | 2-3      | 0-4         |

## Druhé kolo
| Domácí v 1. zápase     | Celkem  | Hosté v 1. zápase     | 1. zápas | 2. zápas    |
| ---------------------- | ------- | --------------------- | -------- | ----------- |
| First Vienna FC 1894   | 3-3 (v) | Olympiakos Pireus     | 2-2      | 1-1         |
| Royal Antwerp FC       | 6-3     | Dundee United FC      | 4-0      | 2-3         |
| Club Brugge KV         | 4-6     | SK Rapid Wien         | 1-2      | 3-4         |
| Hibernian FC           | 0-1     | RFC de Liège          | 0-0      | 0-1(prodl.) |
| Real Zaragoza          | 1-2     | Hamburger SV          | 1-0      | 0-2(prodl.) |
| RoPS                   | 0-8     | Auxerre               | 0-5      | 0-3         |
| Paris Saint-Germain FC | 1-3     | Juventus FC           | 0-1      | 1-2         |
| Fiorentina             | 1-1 (v) | Sochaux               | 0-0      | 1-1         |
| FC Porto               | 5-4     | Valencia CF           | 3-1      | 2-3         |
| Werder Bremen          | 5-2     | FK Austria Wien       | 5-0      | 0-2         |
| Köln                   | 3-1     | FK Spartak Moskva     | 3-1      | 0-0         |
| FC Sion                | 3-5     | FC Karl-Marx-Stadt    | 2-1      | 1-4         |
| FC Wettingen           | 1-2     | SSC Neapol            | 0-0      | 1-2         |
| FK Dynamo Kyjev        | 4-1     | FC Baník Ostrava      | 3-0      | 1-1         |
| FC Zenit Leningrad     | 0-6     | VfB Stuttgart         | 0-1      | 0-5         |
| FK Crvena zvezda       | 5-1     | VMFD Žalgiris Vilnius | 4-1      | 1-0         |

## Třetí kolo
| Domácí v 1. zápase | Celkem  | Hosté v 1. zápase  | 1. zápas | 2. zápas |
| ------------------ | ------- | ------------------ | -------- | -------- |
| SK Rapid Wien      | 2-3     | RFC de Liège       | 1-0      | 1-3      |
| Royal Antwerp FC   | 2-1     | VfB Stuttgart      | 1-0      | 1-1      |
| Olympiakos Pireus  | 1-1 (v) | Auxerre            | 1-1      | 0-0      |
| Fiorentina         | 1-0     | FK Dynamo Kyjev    | 1-0      | 0-0      |
| SSC Neapol         | 3-8     | Werder Bremen      | 2-3      | 1-5      |
| Juventus FC        | 3-1     | FC Karl-Marx-Stadt | 2-1      | 1-0      |
| Hamburger SV       | 2-2 (v) | FC Porto           | 1-0      | 1-2      |
| FK Crvena zvezda   | 2-3     | Köln               | 2-0      | 0-3      |

## Čtvrtfinále
| Domácí v 1. zápase | Celkem | Hosté v 1. zápase | 1. zápas | 2. zápas |
| ------------------ | ------ | ----------------- | -------- | -------- |
| RFC de Liège       | 3-4    | Werder Bremen     | 1-4      | 2-0      |
| Fiorentina         | 2-0    | Auxerre           | 1-0      | 1-0      |
| Köln               | 2-0    | Royal Antwerp FC  | 2-0      | 0-0      |
| Hamburger SV       | 2-3    | Juventus FC       | 0-2      | 2-1      |

## Semifinále
| Domácí v 1. zápase | Celkem  | Hosté v 1. zápase | 1. zápas | 2. zápas |
| ------------------ | ------- | ----------------- | -------- | -------- |
| Juventus FC        | 3-2     | Köln              | 3-2      | 0-0      |
| Werder Bremen      | 1-1 (v) | Fiorentina        | 1-1      | 0-0      |

## Finále
| 2. května 1990                                                 |       |                 |                                                                                              |
| Juventus FC                                                    | 3 – 1 | Fiorentina      | Stadio Olimpico di Torino, Turín diváci: 47 519 rozhodčí: Emilio Soriano Aladrén (Španělsko) |
| Roberto Galia 3' Pierluigi Casiraghi 59' Luigi De Agostini 73' |       | Renato Buso 10' | Stadio Olimpico di Torino, Turín diváci: 47 519 rozhodčí: Emilio Soriano Aladrén (Španělsko) |

| 16. května 1990 |       |             |                                                                               |
| Fiorentina      | 0 – 0 | Juventus FC | Stadio Partenio, Avellino diváci: 30 999 rozhodčí: Aron Schmidhuber (Německo) |
|                 |       |             | Stadio Partenio, Avellino diváci: 30 999 rozhodčí: Aron Schmidhuber (Německo) |

Juventus FC zvítězil celkovým skóre 3:1.

## Vítěz
| Pohár UEFA 1989/90 Juventus FC Stefano Tacconi, Nicolo Napoli, Luigi de Agostini, Dario Bonetti, Pasquale Bruno, Roberto Galia, Sergej Alejnikov, Giancarlo Marocchi, Rui Barros, Salvatore Schillaci, Pierluigi Casiraghi, Adriano Bonaiuti, Massimiliano Rosa, Angelo Alessio, Salvatore Avallone, Oleksandr Zavarov Trenér: Dino Zoff |